# Идруса (остров)
Идруса (греч. Υδρούσα, Прасониси, Πρασονήσι от πράσινο νησί — зелёный остров) — остров в Греции. Расположен у побережья Аттики, у города Вула, южного пригорода Афин, в заливе Сароникос, к северу от мысов Кавури (Άκρα Καβούρι) и Зостир и к югу от мыса Эксони (Άκρα Αιξωνή). Высота 15 метров.
Упоминается Страбоном как Гидрусса.